# Eucyon
Genre
Eucyon (du grec eu (bon, vrai) et cyon (chien)) est un genre fossile de petits canidés omnivores ressemblant au coyote. Il vivait en Amérique du Nord pendant le Miocène supérieur et le Pliocène, de 10,3 à 3,6 millions d'années (Ma), soit une durée d'environ 6,7 Ma. Eucyon a été proposé comme un ancêtre possible du genre Canis.

## Historique
Eucyon a été décrit en 1996 par Richard H. Tedford et Qiu Zhanxiang (d).
En 2009, Tedford révise sa description, ajoute au genre l'espèce Eucyon skinneri, et réattribue au genre l'espèce Canis davisi, décrite par Merriam en 1911,.

## Description
Eucyon est un petit canidé de la taille d'un chacal et pesant une quinzaine de kilogrammes.

## Aire géographique
On a trouvé des restes fossiles d'Eucyon dans plusieurs régions des États-Unis, au Texas, dans l'ouest de l'Oregon et dans le nord du Nebraska.

## Liste des espèces
Selon Paleobiology Database (9 octobre 2021) :
- † Eucyon adoxus (Martin, 1973)
- † Eucyon davisi (Merriam, 1911)
- † Eucyon intrepidus Morales et al., 2005
- † Eucyon monticinensis (Rook, 1992)
- † Eucyon odessanus (Odintzov, 1967)
- † Eucyon skinneri Tedford et al., 2009
- † Eucyon zhoui Tedford & Qiu, 1996

## Histoire évolutive
Les féliformes et les caniformes se sont séparés au sein de l'ordre des carnivores il y a environ 43 millions d'années. L'un des premiers Canidae et Caninae connus est, à partir de 31 millions d'années, le genre Leptocyon. Il y a 11,9 millions d'années se forment les tribus Vulpini et Canini. Eucyon apparait en Amérique du Nord il y a 10,3 millions d'années.
Au Zancléen, il y a environ 5 millions d'années, Eucyon davisi, qui ressemble au coyote, a colonisé l'Eurasie. Xiaoming Wang et Richard H. Tedford ont proposé de considérer le genre Canis comme descendant d'Eucyon davisi. L'origine de Canis reste discutée, sachant qu'on trouve des fossiles ressemblant au genre Canis à la fin du Miocène (il y a environ 6 millions d'années) dans le sud-ouest des États-Unis et au Mexique. Au Pliocène (il y a 5 millions d'années), Canis lepophagus est attesté dans la même région.